# Siana
Siana es  una ciudad y municipio situado en el distrito de Bulandshahr en el estado de Uttar Pradesh (India). Su población es de 44415 habitantes (2011). Se encuentra a 101 km de Nueva Delhi y a 434 km de Lucknow.

## Demografía
Según el  censo de 2011 la población de Siana era de 44415 habitantes, de los cuales 23221 eran hombres y 21194 eran mujeres. Siana tiene una tasa media de alfabetización del 68,54%, superior a la media estatal del 67,68%: la alfabetización masculina es del 77,57%, y la alfabetización femenina del 58,69%.